# Pancerne Rowery
Pancerne Rowery – polski zespół grający rock alternatywny, zaliczany do kręgu Gdańskiej Sceny Alternatywnej.

## Historia
Powstał w Gdyni w 1981 założony m.in. przez wokalistę Romana Sebastyanskiego i gitarzystę Michała Orlewicza. Szerszą uwagę muzycy zwrócili na siebie cztery lata później podczas przeglądu Muzyki Alternatywnej i Awangardowej "Poza Kontrolą". W 1986 wzięli udział w festiwalach "Nowej Scena" oraz "Róbrege". W 1987 wystąpili na festiwalu w Jarocinie, a także zagrali koncerty w Holandii, RFN i Berlinie Zachodnim. Pomiędzy 1986 a 1987 muzycy nagrali w studiu Polskiego Radia Gdańsk piosenki, które ukazały się w 1988 na albumach kompilacyjnych Gdynia i Fala II. Grupa przerwała działalność na początku 1990 roku. 
Na przestrzeni lat przez skład zespołu przewinęli m.in. gitarzyści: Jędrzej Kodymowski (lider grupy Apteka) oraz Janusz Sokołowski (później również członek Apteki). 
Michał Orlewicz zginął w wypadku samochodowym (razem z perkusistą Apteki Maciejem Wanatem) nocą 15/16 maja 1993. Jego córka, Sonia Orlewicz-Zakrzewska, wystąpiła z zespołem w 2010 roku.

## Reaktywacje
Zespół wznawiał wspólne występy:
- na przegląd dawnych kapel Trójmiejskiej Sceny Alternatywnej na festiwalu "Metropolia jest Okey" (2010)
- na "Requiem Festival" w warszawskim klubie Fugazi (2015).

W 2012 ukazało się dwupłytowe wydawnictwo Wolność, zawierające archiwalne nagrania zespołu z lat 1981-86 (reedycja 2015).

## Muzycy (nie wszyscy)
- Michał Orlewicz–Sołtysiński – gitara
- Janusz "Pierzasty" Sokołowski – gitara
- Romek Sebastiański (Roman Sebastyanski) – wokal, gitara, gitara basowa
- Janusz Pawlik – gitara basowa
- Mariusz "Badżi" Dunaj – perkusja
- Dariusz Wojciechowski – klawisze, trąbka
- Ela "Malwina" Góra - wokal
- Tomasz Krawczuk – saksofon
- Piotr Tobiasz – trąbka
- Maciej Blasiak – trąbka
- Jędrzej "Kodym" Kodymowski – gitara
- Ireneusz Karsznia – gitara

## Dyskografia
- Gdynia (1988) – utwór: "Nikt nam nie weźmie młodości"
- Fala II (1988) – utwory: "20 57 77" i "Deszczowa piosenka"
- Wolność (2012, 2015) - wydawnictwo dwupłytowe, 25 utworów z lat 1981-86